# Dean Norris
Dean Joseph Norris (South Bend, Indiana; 8 de abril de 1963) es un actor estadounidense. Es más conocido por interpretar al agente de la DEA Hank Schrader en la serie Breaking Bad y Better Call Saul, de la cadena AMC y Netflix respectivamente, además de a "Big Jim" Rennie en la serie La cúpula, de la CBS.

## Primeros años y educación
Norris nació en South Bend, Indiana, hijo de Jack, propietario de una mueblería, y de Rosie Norris. Tiene cuatro hermanas. Se graduó de la Escuela Secundaria Clay en 1981; en una entrevista, aseguró que siempre tuvo excelentes notas.
En 1985 se graduó de la Universidad de Harvard con un título en Estudios Sociales. También asistió a la Real Academia de Arte Dramático.

## Carrera
Antes de Breaking Bad, Norris interpretó a W. D. Twitchell en la serie televisiva Tremors y participó en la película Without Limits. También tuvo participaciones en series como NYPD Blue, The X-Files, CSI: Crime Scene Investigation, The West Wing, Nip/Tuck, Married With Children, Las Vegas, Castle, 24, Terminator: The Sarah Connor Chronicles, Eagleheart, True Blood, Bones, Grey's Anatomy, Lost, Nash Bridges, NCIS, Six Feet Under, Medium y Charmed y en películas como Gattaca, The Negotiator, The Lawnmower Man, Little Miss Sunshine (junto con Bryan Cranston), Evan Almighty, Terminator 2: Judgment Day, Lethal Weapon 2, Total Recall (como el mutante Tony), Lakota Woman: Siege at Wounded Knee, Liars' Dice, The Cell, Hard to Kill, Playmaker, 3 Strikes, American Gun y Barbarians at the Gate: The Fall of RJR Nabisco. Asimismo, interpretó a un oficial de un campo de entrenamiento militar en la película Starship Troopers.
Personificó a Hank Schrader en la famosa serie dramática Breaking Bad y entre 2013 y 2015 protagonizó la serie La cúpula, de CBS, basada en la novela homónima de Stephen King.

## Vida personal
Norris está casado con Bridget y viven cerca de Los Ángeles. Juntos tienen cinco hijos.

## Filmografía

### Cine
| Año  | Título                                         | Papel               | Notas                |
| ---- | ---------------------------------------------- | ------------------- | -------------------- |
| 1989 | Disorganized Crime                             | Joe                 |                      |
| 1989 | Lethal Weapon 2                                | Tim Cavanaugh       |                      |
| 1990 | Hard to Kill                                   | Det. Sarg. Goodhart |                      |
| 1990 | Total Recall                                   | Tony                |                      |
| 1990 | Gremlins 2: The New Batch                      | Líder de S.W.A.T.   |                      |
| 1990 | Desperate Hours                                | Maddox              |                      |
| 1991 | Terminator 2: Judgment Day                     | Líder de S.W.A.T.   |                      |
| 1992 | The Lawnmower Man                              | El director         |                      |
| 1993 | The Firm                                       |                     |                      |
| 1994 | Jailbait                                       | Hershiser           | Directamente a video |
| 1994 | Playmaker                                      | Detective Marconi   |                      |
| 1994 | The Last Seduction                             | Shep                |                      |
| 1995 | Safe                                           | Empleado de mudanza |                      |
| 1995 | Money Train                                    | Guardia             |                      |
| 1997 | Gattaca                                        | Policía             |                      |
| 1997 | Starship Troopers                              | Oficial             |                      |
| 1998 | The Negotiator                                 | Scott               |                      |
| 1998 | Without Limits                                 | Dellinger           |                      |
| 1999 | Sonic Impact                                   | Agente McGee        |                      |
| 2000 | 3 Strikes                                      | Oficial Robert      |                      |
| 2000 | The Cell                                       | Cole                |                      |
| 2001 | El único                                       | Sarg. Siegel        |                      |
| 2006 | Little Miss Sunshine                           | Policía McCleary    |                      |
| 2007 | Evan Almighty                                  | Oficial Collins     |                      |
| 2008 | Linewatch                                      | Warren Kane         | Directamente a video |
| 2010 | How Do You Know                                | Tom                 |                      |
| 2012 | Get the Gringo                                 | Bill                |                      |
| 2013 | The Frozen Ground                              | Sarg. Lyle Haugsven |                      |
| 2013 | Small Time                                     | Ash Martini         |                      |
| 2013 | The Counselor                                  | Comprador           |                      |
| 2015 | Secret in Their Eyes                           | Bumpy Willis        |                      |
| 2015 | Remember                                       | John Kurlander      |                      |
| 2017 | Death Wish                                     | Detective Rains     |                      |
| 2018 | Beirut                                         | Donald Gaines       |                      |
| 2019 | The Hustle                                     | Howard Bacon        |                      |
| 2019 | Historias de miedo para contar en la oscuridad | Roy Nicholls        |                      |
| 2023 | Fool's Paradise                                | Jefe del estudio    |                      |
| 2024 | Unfrosted                                      | Khrushchev          |                      |
| 2024 | Carry-On                                       | Phil Sarkowski      |                      |
| 2024 | Seis Triple Ocho                               | General Halt        | Netflix              |
| 2025 | The Parenting                                  | Cliff               |                      |

### Televisión
| Año         | Título                                  | Papel                           | Notas                                           |
| ----------- | --------------------------------------- | ------------------------------- | ----------------------------------------------- |
| 1985        | Blind Alleys                            | Peter Brockway                  | Película para TV                                |
| 1987        | The Equalizer                           | Martin                          | Episodio: "Christmas Presence"                  |
| 1988        | Leap of Faith                           | Richard                         | Película para TV                                |
| 1988        | Police Story: Gladiator School          | Ralph Thomas                    | Película para TV                                |
| 1989        | Beauty and the Beast                    | Biggs                           | Episodio: " A Kingdom by the Sea"               |
| 1990        | Montana                                 | Capataz                         | Película para TV                                |
| 1990        | When You Remember Me                    | Bill                            | Película para TV                                |
| 1991        | Murderous Vision                        | Teniente Martin                 | Película para TV                                |
| 1991        | Locked Up: A Mother's Rage              | Mike                            | Película para TV                                |
| 1992        | Till Death Us Do Part                   | Matt Hobert                     | Película para TV                                |
| 1992        | Secrets                                 | Henderson                       | Película para TV                                |
| 1992        | Homefront                               | Segundo trabajador              | Episodio: "Take My Hand"                        |
| 1993        | Barbarians at the Gate                  | Primer científico               | Película para TV                                |
| 1993        | Full Eclipse                            | Fleming                         | Película para TV                                |
| 1993 - 1994 | NYPD Blue                               | Padre Jerry Downey              | 3 episodios                                     |
| 1994        | Lakota Woman: Siege at Wounded Knee     | Red Arrow                       | Película para TV                                |
| 1994        | Married... with Children                | Rodent                          | Episodio: "Dud Bowl"                            |
| 1995        | The X Files                             | Alguacil Tapia                  | Episodio: "F. Emasculata"                       |
| 1995        | In the Line of Duty: Hunt for Justice   | Levasseur                       | Película para TV                                |
| 1995        | Fallen Angels                           | Allen                           | Episodio: "Tomorrow I Die"                      |
| 1995 - 1996 | Murder One                              | Rusty Arnold                    | 3 episodios                                     |
| 1995        | The Marshal                             | Tyler Dumas                     | Episodio: "Kissing Cousins"                     |
| 1996        | Innocent Victims                        | Frank Sarezin                   | Película para TV                                |
| 1996        | It Came from Outer Space II             | Dave Grant                      | Película para TV                                |
| 1996        | Seduced by Madness                      | Detective Pike                  | Película para TV                                |
| 1996        | Forgotten Sins                          | Detective Carl Messenger        | Película para TV                                |
| 1996        | Death Benefit                           | Rod Montgomery                  | Película para TV                                |
| 1996        | After Jimmy                             | Ray Johnson                     | Película para TV                                |
| 1996        | Dark Skies                              | Clayton Lewis                   | Episodio: "We Shall Overcome"                   |
| 1997, 2000  | The Pretender                           | Tommy Larson / Sheriff Whalen   | 2 episodios                                     |
| 1997, 1999  | Nash Bridges                            | William Robard / Frank Maddigan | 2 episodios                                     |
| 1997        | Riot                                    | Kalena                          | Película para TV                                |
| 1998        | On the Line                             | Manny Denikolas                 | Película para TV                                |
| 1998        | V.I.P.                                  | Jackson Lasarr                  | Episodio: "Beats Working at a Hot Dog Stand"    |
| 1998        | ER                                      | Clark                           | Episodio: "They Treat Horses, Don't They?"      |
| 1998        | Walker, Texas Ranger                    | Deke Powell                     | Episodio: "War City"                            |
| 1999        | Millennium                              | Del Boxer                       | Episodio: "Seven and One"                       |
| 1999        | Pensacola: Wings of Gold                | Spider / Coronel Laweson        | 3 episodios                                     |
| 1999        | The Practice                            | Detective                       | Episodio: "Free Dental"                         |
| 1999        | Charmed                                 | Dr. Stone                       | Episodio: "They're Everywhere"                  |
| 2001        | Boston Public                           | Matthew Gordon                  | Episodio: "Chapter Sixteen"                     |
| 2001        | Six Feet Under                          | Detective Shea                  | Episodio: "Familia"                             |
| 2001        | The District                            | Charles N. Burke                | Episodio: "Bulldog's Ghost"                     |
| 2002        | Philly                                  | Detective Duff                  | Episodio: "Mojo Rising"                         |
| 2002, 2004  | American Dreams                         | Frank Moran                     | 2 episodios                                     |
| 2003        | 24                                      | General Bowen                   | 2 episodios                                     |
| 2003        | Tremors                                 | W. D. Twitchell                 | Elenco principal 10 episodios                   |
| 2003        | Dragnet                                 | Leon Tate                       | Episodio: "Slice of Life"                       |
| 2004, 2011  | CSI: Crime Scene Investigation          | Bob Durham, Junior / Phil Baker | 4 episodios                                     |
| 2004        | NCIS                                    | Sargento Vestman                | Episodio: "My Other Left Foot"                  |
| 2004        | Crossing Jordan                         | Liam Moore                      | Episodio: "Dead in the Water"                   |
| 2004        | Medical Investigation                   | David Weiner                    | Episodio: "Team"                                |
| 2004        | Boston Legal                            | Byron Kaneb                     | Episodio: "Catch and Release"                   |
| 2004        | LAX                                     | Danny                           | Episodio: "Secret Santa"                        |
| 2005        | Without a Trace                         | Oficial Tim Orley               | Episodio: "Penitence"                           |
| 2005, 2010  | Medium                                  | Det. Rickey / Paul Scanlon      | 4 episodios                                     |
| 2005        | Over There                              | Mr. Parker                      | Episodio: "Situation Normal"                    |
| 2005        | The West Wing                           | Steve Hodder                    | 2 episodios                                     |
| 2005        | Mrs. Harris                             | Empleado de tienda de deportes  | Película para TV                                |
| 2005        | Las Vegas                               | Ray Brennan                     | Episodio: "Everything Old Is You Again"         |
| 2006        | Cold Case                               | Wayne Nelson                    | Episodio: "Death Penalty: Final Appeal"         |
| 2006        | Windfall                                | Padre de Damien                 | 4 episodios                                     |
| 2006        | Just Legal                              | Juez                            | Episodio: "The Code"                            |
| 2006        | Nip/Tuck                                | Mark Noble                      | Episodio: "Shari Noble"                         |
| 2006        | Justice                                 | Jack Clark                      | Episodio: "Crucified"                           |
| 2007        | Grey's Anatomy                          | Vince                           | 2 episodios                                     |
| 2007        | The Unit                                | Supervisor Marsh                | 2 episodios                                     |
| 2008 - 2013 | Breaking Bad                            | Hank Schrader                   | Elenco principal 53 episodios                   |
| 2008        | Saving Grace                            | Ross Ford                       | Episodio: "Have a Seat, Earl"                   |
| 2008        | Terminator: The Sarah Connor Chronicles | Nelson                          | 2 episodios                                     |
| 2008        | Bones                                   | Don Timmons                     | Episodio: "The Finger in the Nest"              |
| 2009        | Lost                                    | Howard Grey                     | Episodio: "Some Like It Hoth"                   |
| 2009        | True Blood                              | Leon                            | Episodio: "Shake and Fingerpot"                 |
| 2009        | The Cleaner                             | Mr. Fisher                      | Episodio: "Path of Least Resistance"            |
| 2010        | Criminal Minds                          | Det. John Barton                | Temporada 5, Episodio 20: "...A Thousand Words" |
| 2010        | The Glades                              | Michael Nelson                  | Episodio: "Doppleganger"                        |
| 2010        | Lie to Me                               | Dawkins                         | Episodio: "Darkness and Light"                  |
| 2010        | Dark Blue                               | Cahill                          | Episodio: "Jane Wayne"                          |
| 2010        | Chase                                   | Sheriff Keagan                  | Episodio: "The Posse"                           |
| 2010        | The Good Guys                           | Pike                            | Episodio: "Cop Killer"                          |
| 2010        | The Whole Truth                         | Mike Taylor                     | Episodio: "Cold Case"                           |
| 2011        | Fairly Legal                            | Entrenador Gardner              | Episodio: "Benched"                             |
| 2011        | The Defenders                           | Donnie Barrett                  | Episodio: "Nevada v. Donnie the Numbers Guy"    |
| 2011        | Off the Map                             | Morris Cooper                   | Episodio: "It's a Leaf"                         |
| 2011        | Law & Order: LA                         | Bob Kentner                     | Episodio: "Westwood"                            |
| 2011        | CSI: NY                                 | Teniente Mitchell Adler         | Episodio: "Officer Involved"                    |
| 2011        | Castle                                  | Capitán John Davis              | Episodio: "Cops & Robbers"                      |
| 2011        | The Mentalist                           | Sarg. Don Henderson             | Episodio: "Pink Tops"                           |
| 2012        | Body of Proof                           | Agente especial Brendan Johnson | 2 episodios                                     |
| 2012        | Eagleheart                              | Deke                            | Episodio: "Blues"                               |
| 2012        | Key & Peele                             | Líder del Cartel mexicano       | Episodio: "Manly Tears"                         |
| 2013        | Whitney                                 | Wayne Miller                    | Episodio: "Nesting"                             |
| 2013 - 2015 | La cúpula                               | James "Big Jim" Rennie          | Elenco principal                                |
| 2015        | Unbreakable Kimmy Schmidt               | "Le Loup"                       | Episodio: "Kimmy's in a Love Triangle!"         |
| 2016        | The Big Bang Theory                     | Coronel Richard Williams        | Episodio: "The Conjugal Conjecture"             |
| 2016 - 2022 | Claws                                   | Clay "Uncle Daddy" Husser       | Elenco principal 40 episodios                   |
| 2020        | Better Call Saul                        | Hank Schrader                   | 2 episodios                                     |

## Premios y nominaciones
| Año  | Premio                          | Categoría                            | Trabajo nominado | Resultado |
| ---- | ------------------------------- | ------------------------------------ | ---------------- | --------- |
| 2011 | Premios Saturn                  | Mejor actor secundario en televisión | Breaking Bad     | Nominado  |
| 2012 | Premio del Sindicato de Actores | Mejor reparto de televisión - Drama  | Breaking Bad     | Nominado  |
| 2013 | Premio del Sindicato de Actores | Mejor reparto de televisión - Drama  | Breaking Bad     | Nominado  |